# Ulica Różana we Wrocławiu

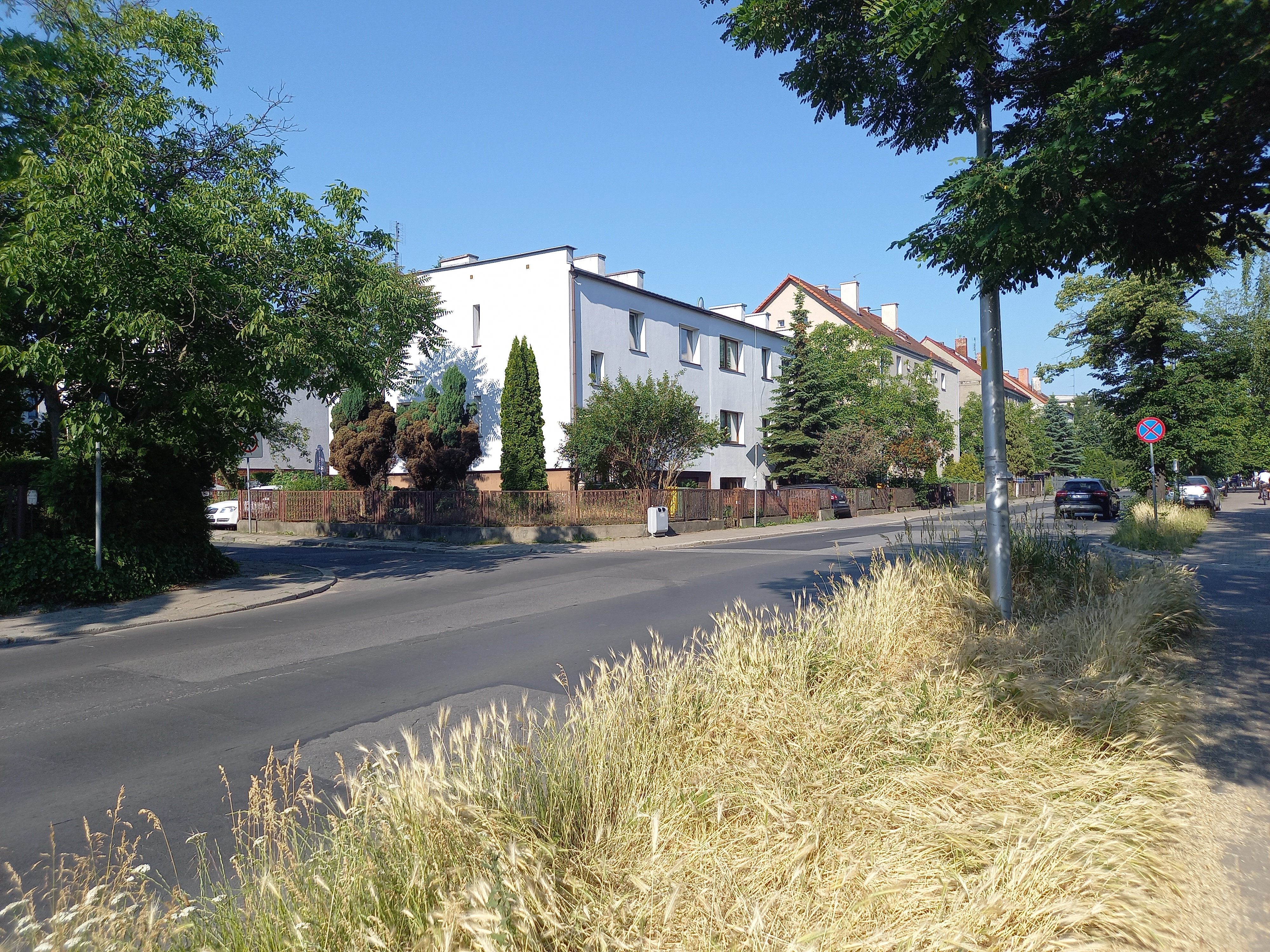
Skrzyżowanie ul. Inżynierskiej i Różanej

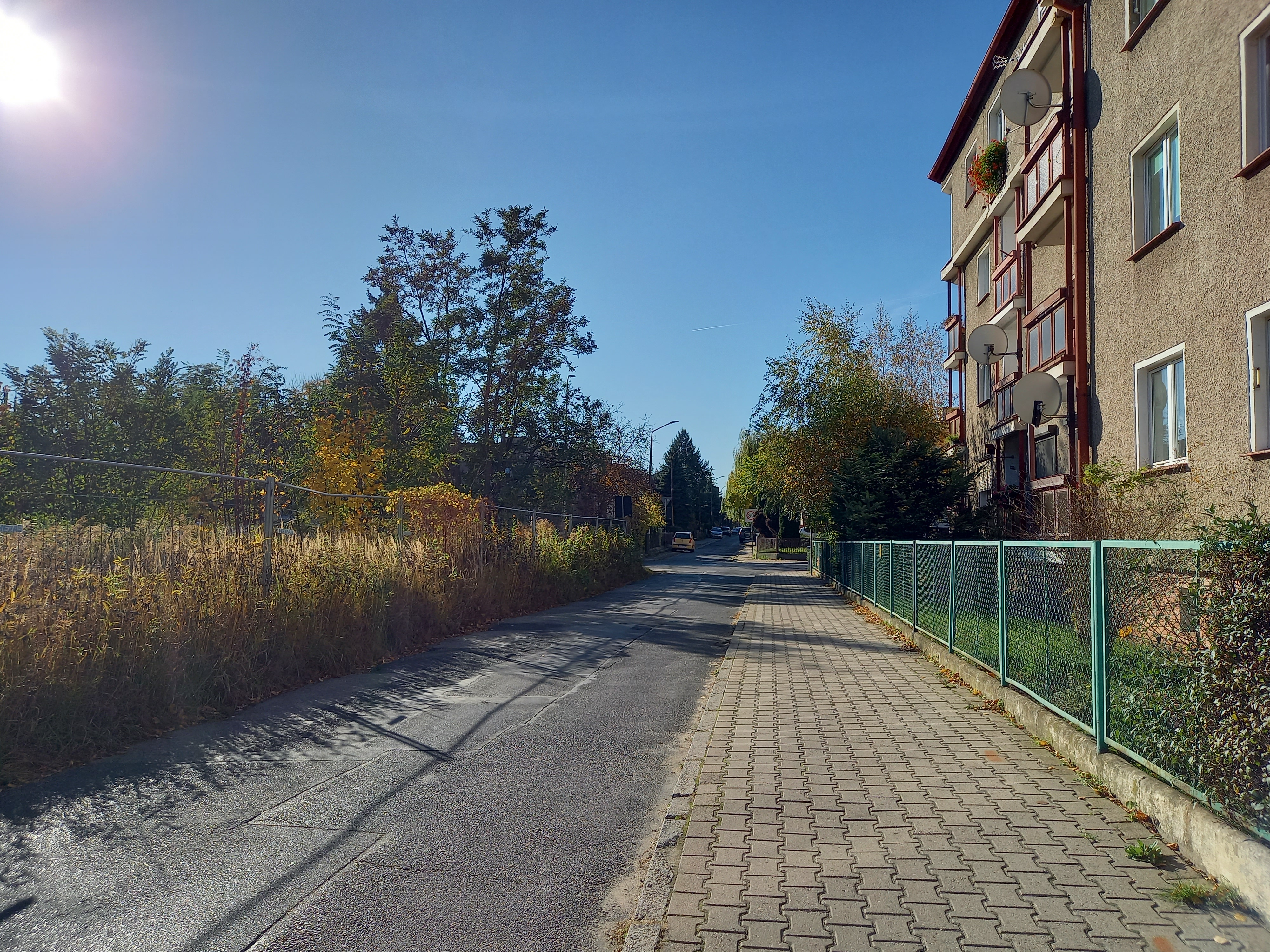
Ul. Różana 23 i wolny teren pod nr 8

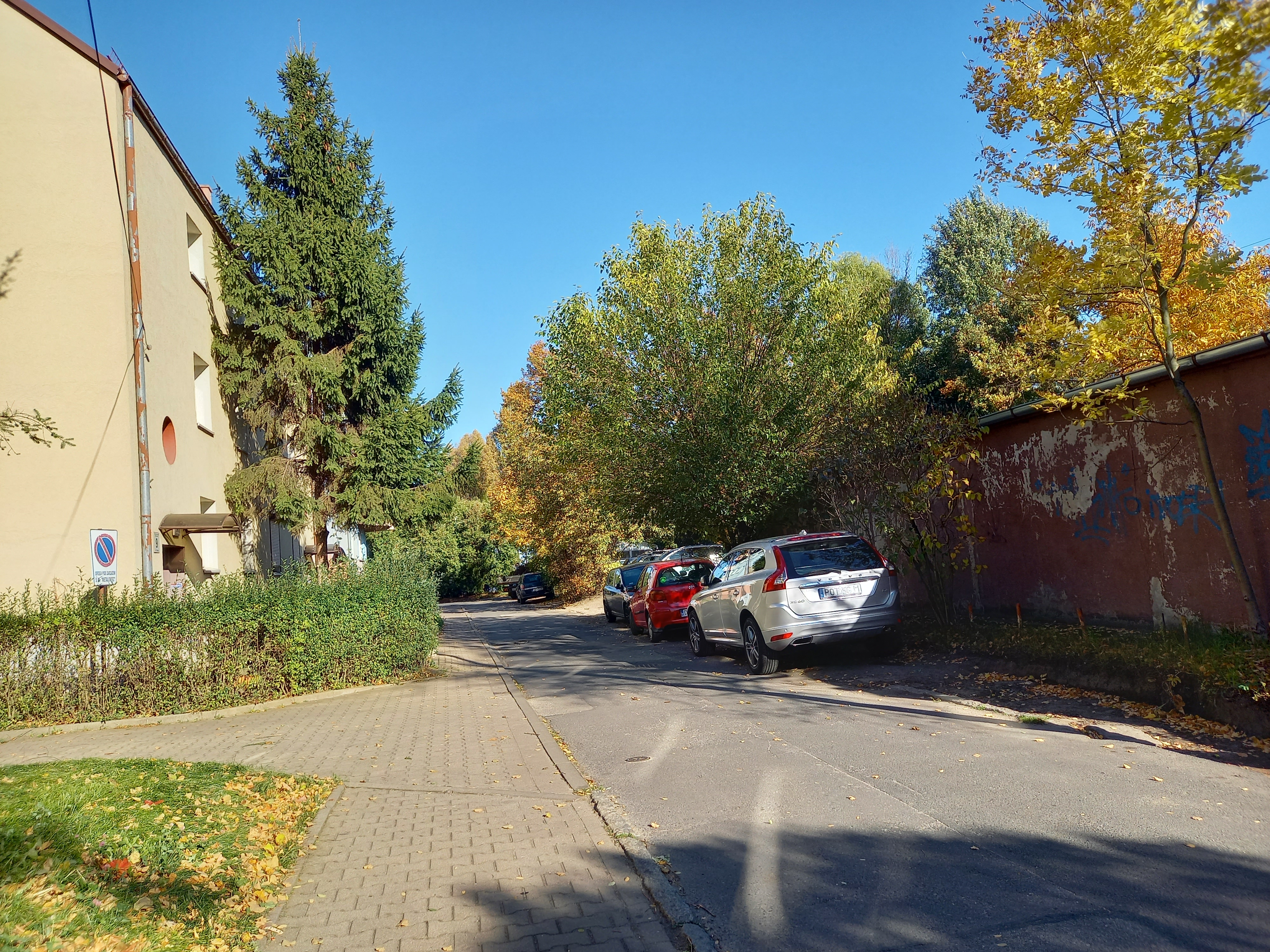
Ul. Różana 7-9 i 6 (garaże)

Ulica Różana – ulica położona we Wrocławiu na osiedlu Grabiszyn, w dawnej dzielnicy Fabryczna. Ulica ma 500 m długości i biegnie od ulicy Bzowej do ulicy Makowej. Ulica ta powstała w ramach budowy Osiedla Mieszkaniowego Grabiszyn, prowadzonej w latach 1919-1926. Przy ulicy znajduje się kilka zachowanych z tamtego okresu budynków ujętych w gminnej ewidencji zabytków, a południowy jej odcinek przebiega przez obszar, którego układ urbanistyczny podlega ochronie i również wpisany jest do gminnej ewidencji zabytków.

## Historia
Ulica Różana przebiega przez teren dawnej, wrocławskiej wsi ogrodniczej, która położona była wzdłuż współczesnej ulicy Grabiszyńskiej począwszy od dzisiejszej ulicy Bzowej do ulicy Klecińskiej. Wsią tą była nowożytna wieś Grabiszyn. W tego typu wsiach prowadzono głównie uprawę warzyw i ziół, ale także kwiatów, czy wytwarzanie mleka i serów, co związane było z zaopatrywaniem w te produkty pobliskiego miasta. Wrocławskie wsie ogrodnicze zaliczano do wielkiego lub małego okręgu, przy czym Grabiszyn należał małego okręgu.
W 1811 r. po sekularyzacji położone tu dobra przeszły na własność miasta. Na południe od wsi przebiegała stara droga polna, istniejąca od średniowiecza obiegająca parcele wsi Grabiszyn. Za nią do początku XX wieku istniały ogrody, sad (Eichborngarten) i rezydencja należące do Ludwiga Eichborna, patrycjusza i bankiera. W 1891 roku po wschodniej stronie opisanych terenów rozpoczęła się budowa tak zwanej Towarowej Obwodnicy Wrocławia. Linię uruchomiono w 1896 roku. Na początku XX wieku ogrody i sad zostały przekształcone w ogrody działkowe. Obszar obejmujący opisane miejsca przez które przebiega współczesna ulicy Różana włączony został w granice Wrocławia w 1911 r..
W 1919 powstała spółdzielnia Siedlungsgeselleschaft Eichborngarten (Spółdzielnia Osiedlowa Eichborngarten), działająca w ramach polityki spółdzielczości mieszkaniowej Republiki Weimarskiej. Nazwa tej spółdzielni nawiązywała bezpośrednio do miejsca budowy pierwszego osiedla na terenie ogródków urządzonych w miejscu wyżej opisanych ogrodów i sadu Eichborna. Inwestycja ta realizowana była w latach 1919–1926 na podstawie projektu Paula Heima powstałego przy współpracy z architektem Albertem Kempterem. Obejmowała obszar 30 ha rozciągający się pomiędzy aleją generała Józefa Hallera, ulicą Grabiszyńską i wyżej wspomnianymi torami kolejowymi. Osiedle przeznaczone było dla około 3700 mieszkańców. Zbudowano wówczas około 800 domów jedno- i wielorodzinnych, z ogrodami o powierzchni od 80 od 600 m². W rejonie samej ulicy Różanej powstały niskie domy z ogrodami, charakteryzujące się prostokątnymi bryłami i spadzistymi dachami.
Zaprojektowane osiedle ogrodowe typu street cum square naśladowało angielskie wzorce kompozycyjne. Centrum układu urbanistycznego i kompozycyjnego tego osiedla stanowił plac (plac Bzowy) i główna oś całego założenia w postaci wychodzącej z tego placu ulicy (ulica Bzowa). Zarówno plac jak i ulica zagospodarowane były terenami zieleni. Całość osiedla dopełniała obrzeżna zabudowa wielorodzinna przy obecnej alei generała Józefa Hallera. W 1921 r. wytyczono ulicę Inżynierską, na przedłużeniu ulicy Kruczej, przebiegającą prostopadle do ulicy Różanej na śladzie istniejącej, wyżej wspomnianej drogi.
W wyniku działań wojennych prowadzonych podczas oblężenia Wrocławia w 1945 r. znaczna część zabudowy uległa zniszczeniu. Ta część miasta została zdobyta przez Armię Czerwoną stosunkowo wcześnie, bo już w lutym 1945 r., kiedy to front dotarł w rejon ulicy Jemiołowej, a kolejne walki skutkowały zniszczeniami w dalej części miasta. W latach 70. XX wieku przy ulicy Inżynierskiej, Bzowej i przy północnym odcinku ulicy Różanej powstała nowa zabudowa obejmująca pięciokondygnacyjne bloki mieszkalne.

## Nazwy
W swojej historii ulica nosiła następujące nazwy:
- Asternweg, do 1945 r.[21]
- Różana, od 1945 r.[22][21].

Współczesna nazwa ulicy została nadana przez Zarząd Wrocławia i ogłoszona w okólniku nr 76 z 19.10.1945 r. i następnie nr 33 z 15.05.1946 r..

## Układ drogowy
Ulica łączy się z następującymi drogami publicznymi, kołowymi oraz innymi drogami:
| powiązanie   | droga             | foto | opis             |
| ------------ | ----------------- | ---- | ---------------- |
| skrzyżowanie | ulica Bzowa       |      | w lewo i w prawo |
| skrzyżowanie | ulica Inżynierska |      | na wprost        |
| skrzyżowanie | ulica Makowa      |      |                  |

## Droga
Do ulicy Różanej przypisana jest droga gminna, o długości 500 m, biegnąca od ulicy Bzowej do ulicy Makowej (numer drogi 106230D, numer ewidencyjny drogi G1062300264011).
Ulica położona jest na trzech działkach ewidencyjnych o łącznej powierzchni 26 388 m2.
| droga                                                        | działka                       | pole powierzchni | foto |
| ------------------------------------------------------------ | ----------------------------- | ---------------- | ---- |
| droga gminna od ulicy Bzowej do posesji przy ulicy Różanej 2 | nr 12/1 AM-25 obręb Grabiszyn | 102 m² m²        |      |
| droga gminna od ulicy Bzowej do ulicy Inżynierskiej          | nr 12/2 AM-25 obręb Grabiszyn | 1 450 m²         |      |
| droga gminna od ulicy Inżynierskiej do ulicy Makowej         | nr 68 AM-26 obręb Grabiszyn   | 1 228 m²         |      |

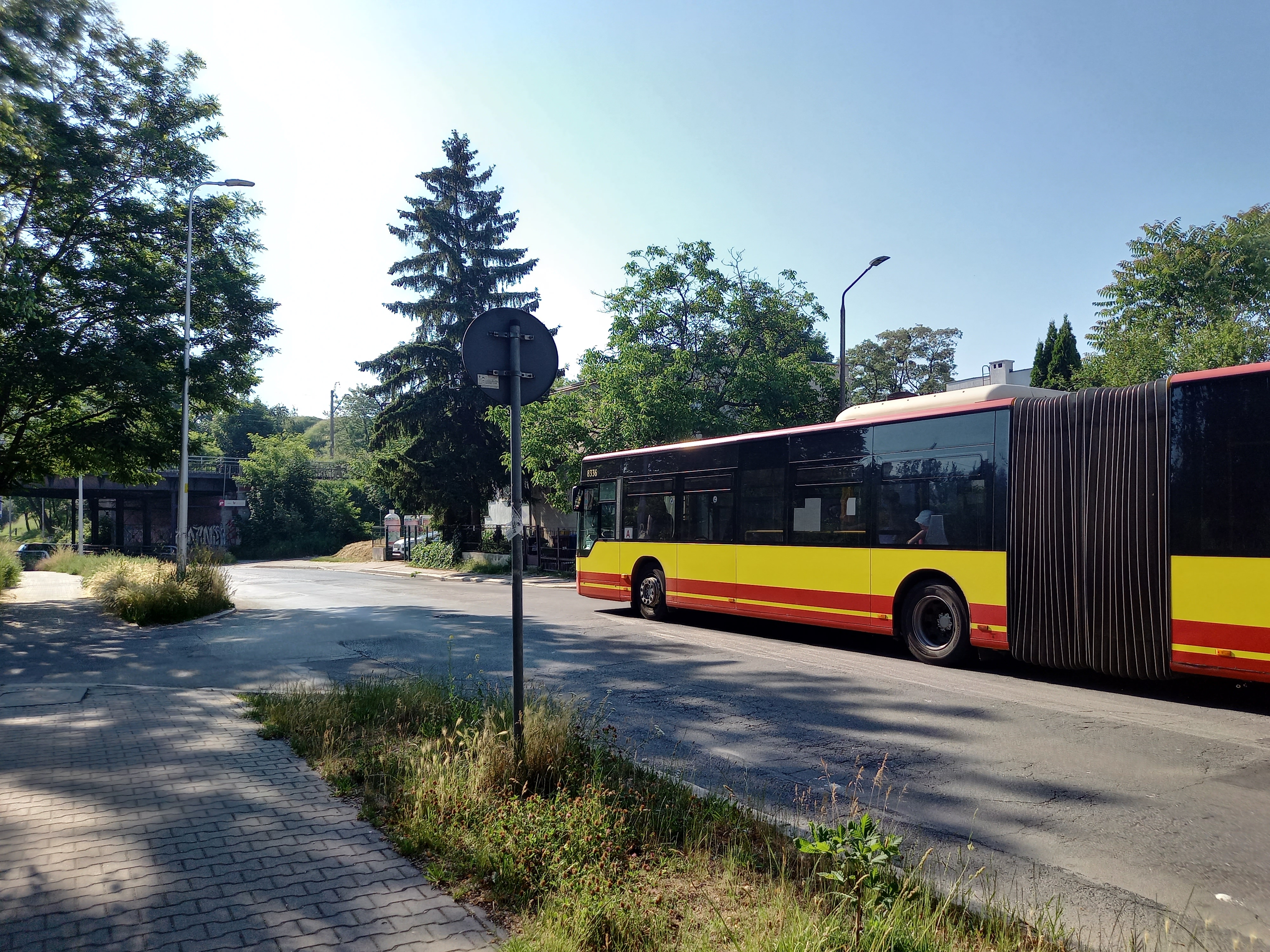
Autobus na ul. Inżynierskiej przy skrzyżowaniu z ul. Różaną

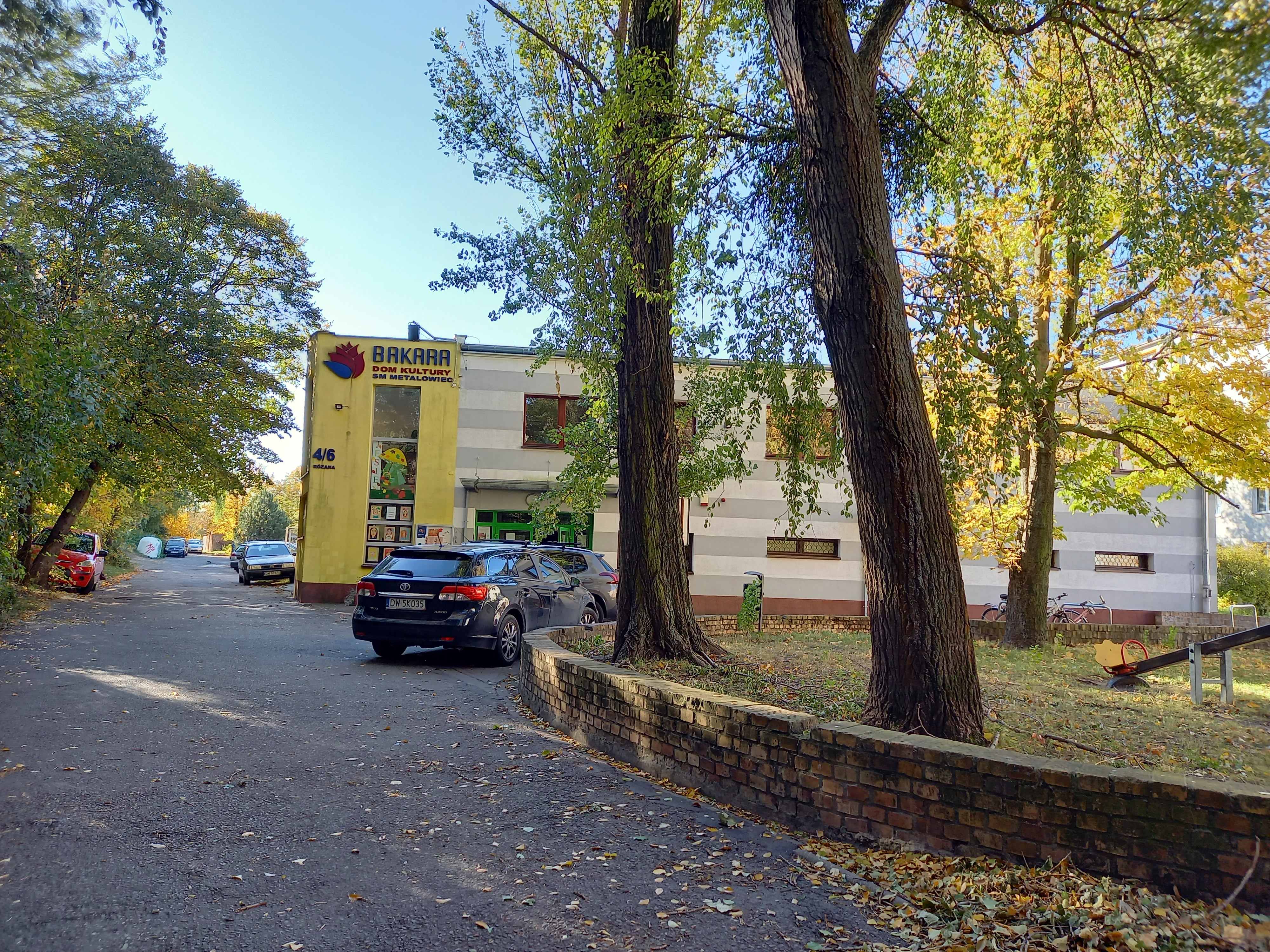
Dom kultury BAKARA

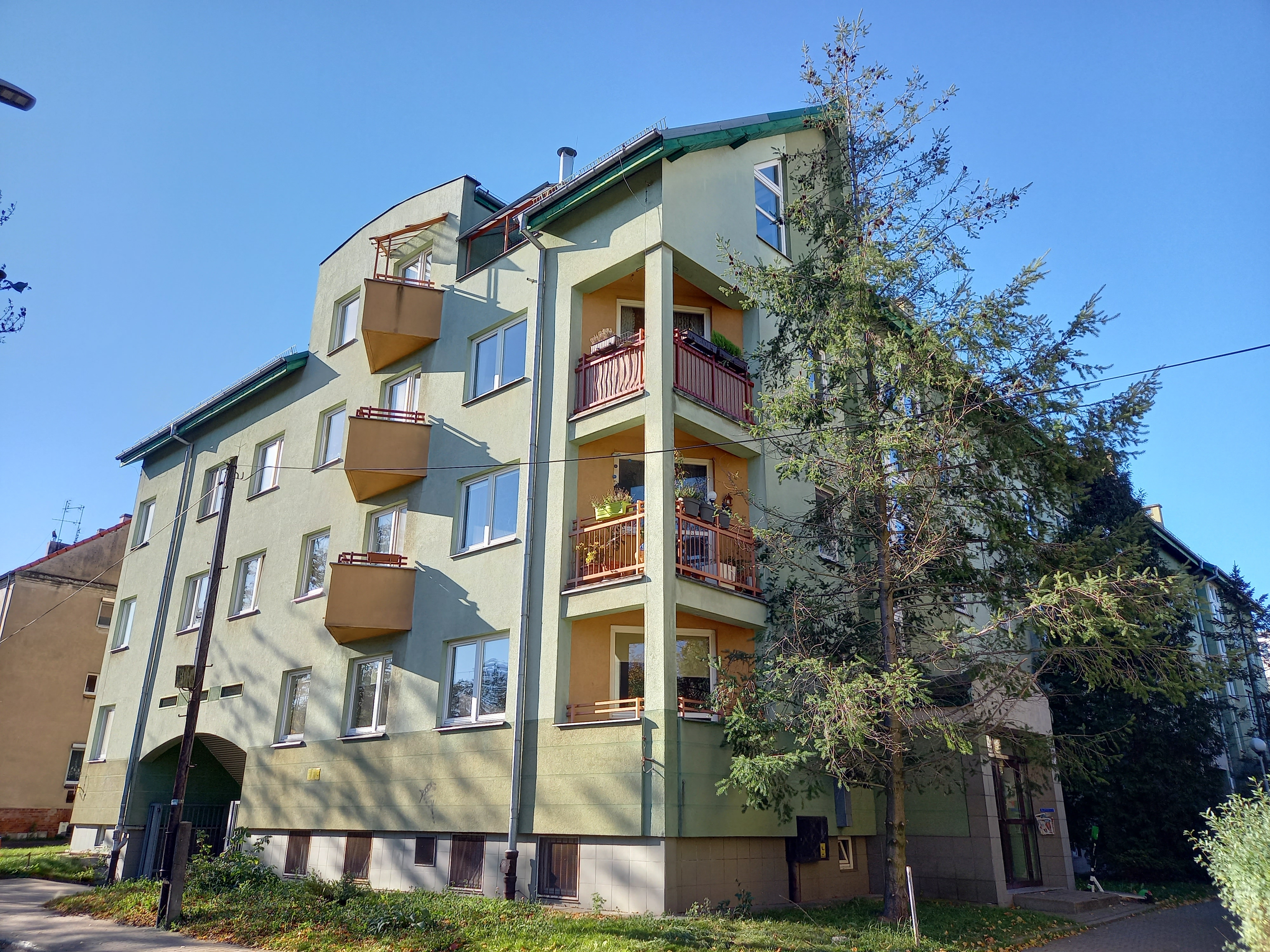
Ul. Różana 11-13b

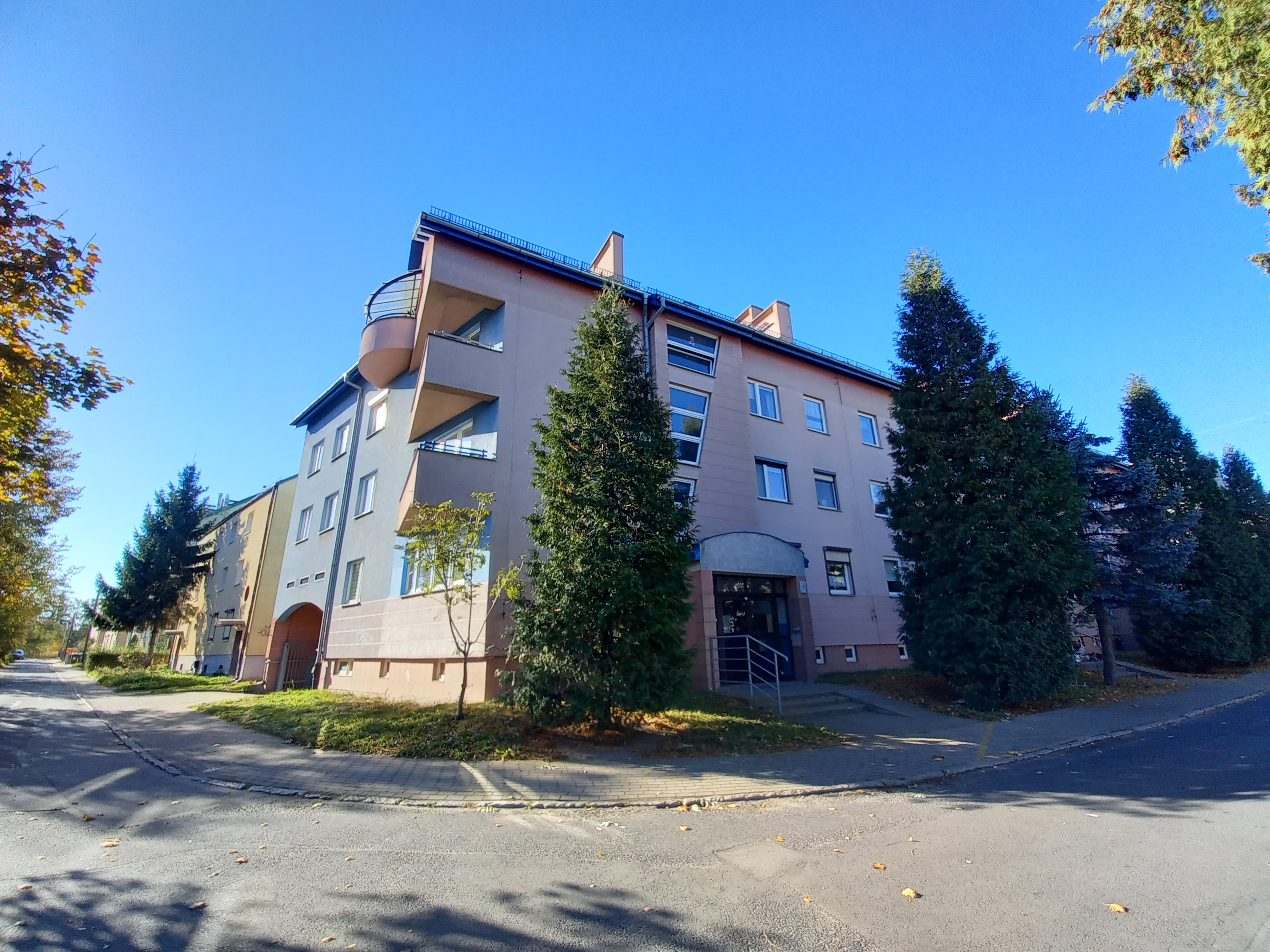
Ul. Różana 1-5

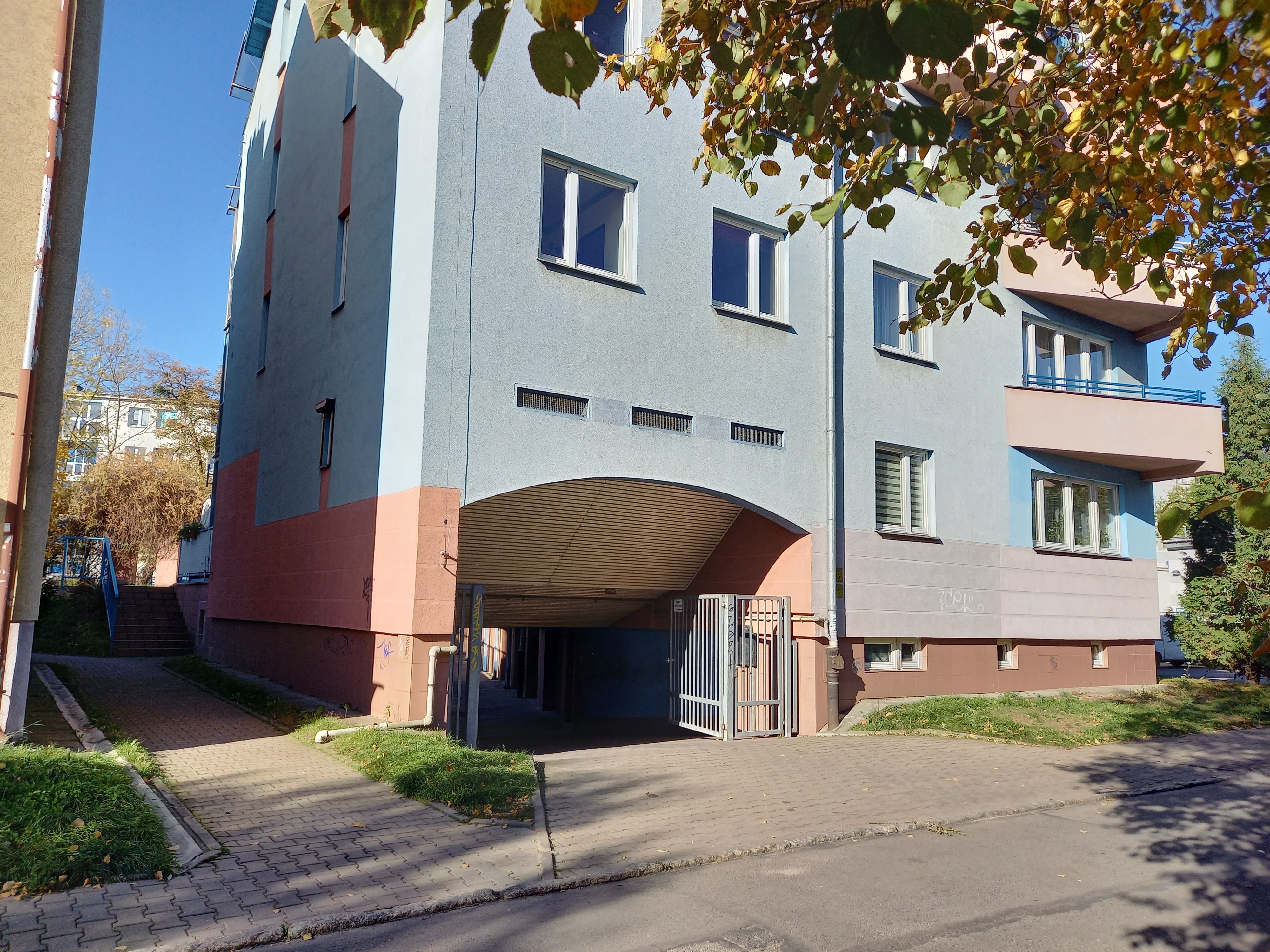
Ul. Różana 1-5

Na całej ulicy jezdnie posiadają nawierzchnie z masy bitumicznej. Ulicą Różaną nie przebiegają jakiekolwiek linie transportu miejskiego. W ramach komunikacji miejskiej trasy przejazdów linii autobusowych wyznaczone są ulicą Inżynierską .
Ulica na niemal całej długości, z wyjątkiem skrzyżowania z ulicą Inżynierską, znajduje się w strefie ruchu uspokojonego z ograniczeniem prędkości do 30 km/h i jest wskazana także dla ruchu rowerowego w powiązaniu z istniejącymi innymi ulicami w strefie oraz drogami rowerowymi biegnącymi wzdłuż ulicy Grabiszyńskiej (poprzez ulicą Bzową) i wzdłuż alei generała Józefa Hallera (poprzez ulicę Makową i Kreślarską).

## Zabudowa i zagospodarowanie
Współczesne osiedle, przez które przebiega ulica Różana, określane jako osiedle kameralne. Dominuje zabudowa powojenna i współczesna pośród której znajdują się zachowane budynki przedwojenne. Budynki mają od dwóch do pięciu kondygnacji nadziemnych. Przeważa funkcja mieszkalna. Znajdują się tu także zespoły jednokondygnacyjnych garaży o wydzielonych, pojedynczych stanowiskach postojowych, a pod numerem 4-6 dwukondygnacyjny budynek biurowy, o powierzchni zabudowy wynoszącej 545 m², w którym mieści się między innymi dom kultury Spółdzielni Mieszkaniowej Metalowiec – "Bakara".
Ulica przebiega przez teren o wysokości bezwzględnej od 120,2 m n.p.m. (początek ulicy – północny kraniec w okolicach ulicy Bzowej) do 124,3 m n.p.m. (koniec ulicy – południowy kraniec w okolicach ulicy Makowej).

## Punkty adresowe, budynki
Punkty adresowe przy ulicy Różanej (wg stanu na 2021 r.):
- strona południowa i zachodnia – numery nieparzyste:
  - ulica Różna 1[45], 3[46], 5[47]: budynek mieszkalny (4 kondygnacje, powierzchnia zabudowy 801 m²)[48]
  - ulica Różna 7[49], 9[50]: budynek mieszkalny ujęty w gminnej ewidencji zabytków (3 kondygnacje, powierzchnia zabudowy 202 m²)[51][52]
  - ulica Różna 11[53], 11a[54], 13[55], 13a[56], 13b[57]: budynek mieszkalny (4 kondygnacje, powierzchnia zabudowy 826 m²)[58]
  - ulica Różna 15[59], 17[60]: budynek mieszkalny ujęty w gminnej ewidencji zabytków (3 kondygnacje, powierzchnia zabudowy odpowiednio 98 m² i 96 m²)[51][61][62]
  - ulica Różna 19[63], 21[64]: budynek mieszkalny ujęty w gminnej ewidencji zabytków (3 kondygnacje, powierzchnia zabudowy odpowiednio 97 m² i 94 m²)[51][65][66]
  - ulica Różna 23[67] (oraz ulica Inżynierska 3[68]): budynek mieszkalny (4 kondygnacje, powierzchnia zabudowy 541 m²)[69]
  - ulica Różna 25[70]: budynek mieszkalny (2 kondygnacje, powierzchnia zabudowy 81 m²)[71]
  - ulica Różna 25[70]: budynek mieszkalny (2 kondygnacje, powierzchnia zabudowy 81 m²)[71]
  - ulica Różna 27[72], 29[73]: budynek mieszkalny (2 kondygnacje, powierzchnia zabudowy odpowiednio 58 m² i 131 m²)[74][75]
  - ulica Różna 31[76], 33[77], 35[78], 37[79]: budynek mieszkalny (2 kondygnacje, powierzchnia zabudowy odpowiednio 57 m², 53 m², 54 m², 56 m²)[80][81][82][83]
  - ulica Różna 39[84], 41[85], 43[86], 45[87]: budynek mieszkalny ujęty w gminnej ewidencji zabytków (3 kondygnacje, powierzchnia zabudowy odpowiednio 56 m², 54 m², 51 m², 56 m²)[51][88][89][90][91]
  - ulica Różna 47[92], 49[93]: budynek mieszkalny ujęty w gminnej ewidencji zabytków (3 kondygnacje, powierzchnia zabudowy odpowiednio 101 m² i 99 m²)[51][94][95]
- strona północna i wschodnia – numery parzyste:
  - ulica Różna 2[96]: budynek przemysłowy (1 kondygnacja, powierzchnia zabudowy 28 m²)[97]
  - ulica Różna 4-6[42]: budynek biurowy (2 kondygnacje, powierzchnia zabudowy 545 m²)[98] oraz handlowo-usługowy (1 kondygnacja, powierzchnia zabudowy 91 m²)[99]; Dom Kultury BAKARA Spółdzielni Mieszkaniowej "METALOWIEC"[43] i inne[42]
  - ulica Różna 6[100]: budynki transportu i łączności – garaże (1 kondygnacja, powierzchnia zabudowy 323 m² i 125 m²)[101][102]
  - ulica Różna 8[103], 8a[104]: tereny niezabudowane[105][106][107]
  - ulica Różna 10[108], 12[109], 14[110], 16[111], 18[112], 20[113], 22[114], 24[115], 26[116], 28[117], 30[118], 32[119]: budynki mieszkalne (2 kondygnacje, powierzchnie zabudowy do 100 m²)[120]
  - ulica Różna 34[121]: budynek mieszkalny (3 kondygnacje, powierzchnia zabudowy 180 m²)[122].

## Demografia
Ulica przebiega przez dwa rejony statystyczne o wykazanej w poniższej tabeli gęstości zaludnienia i ilości zameldowanych osób, przy czym dane pochodzą z 31.12.2020 r.
| Rejon statystyczny nr | LIczba osób zameldowanych | Gęstość zaludnienia [lud./km²] | Położenie                               |
| --------------------- | ------------------------- | ------------------------------ | --------------------------------------- |
| 930872                | 652                       | 9086                           | od ulicy Bzowej do ulicy Inżynierskiej  |
| 930910                | 539                       | 6121                           | od ulicy Inżynierskiej do ulicy Makowej |

## Ochrona i zabytki
Obszar, przez który przebiega ulica Różana, począwszy od ulicy Inżynierskiej w kierunku południowym, podlega ochronie i jest wpisany do gminnej ewidencji zabytków pod pozycją osiedle Grabiszyn, przy czym ulica przy numerach 10-34 stanowi wschodnią granicę tego obszaru (numery nieparzyste są w obszarze chronionym, numery parzyste w obszarze niechronionym). W szczególności ochronie podlega historyczny układ urbanistyczny osiedla w rejonie alei generała Józefa Hallera i alei Pracy, ulic Inżynierskiej, Różanej i linii kolejowej wraz z zespołami budowlanymi Hutmenu i dawnej zajezdni tramwajowej we Wrocławiu, kształtowany sukcesywnie od 1919 r. do początku lat 70. XX wieku. Stan zachowania tego układu ocenia się na dobry.
Przy ulicy i w najbliższym sąsiedztwie znajdują się następujące zabytki ujęte w gminnej ewidencji zabytków:
| obiekt, położenie                     | powstanie, rodzaj ochrony                                   | fotografia |
| ------------------------------------- | ----------------------------------------------------------- | ---------- |
| Budynek mieszkalny ulica Różana 7-9   | około 1930 r. (projekt Paul Heim) rodzaj ochrony: inny      |            |
| Budynek mieszkalny ulica Różana 15-17 | około 1930 r. (projekt Paul Heim) rodzaj ochrony: inny      |            |
| Budynek mieszkalny ulica Różana 19-21 | około 1930 r. (projekt Paul Heim) rodzaj ochrony: inny      |            |
| Budynek mieszkalny ulica Różana 39-45 | około 1920-1930 r. (projekt Paul Heim) rodzaj ochrony: inny |            |
| Budynek mieszkalny ulica Różana 47-49 | około 1920-1930 r. (projekt Paul Heim) rodzaj ochrony: inny |            |
| Budynek mieszkalny ulica Makowa 17-19 | około 1920-1930 r. (projekt Paul Heim) rodzaj ochrony: inny |            |

## Baza TERYT

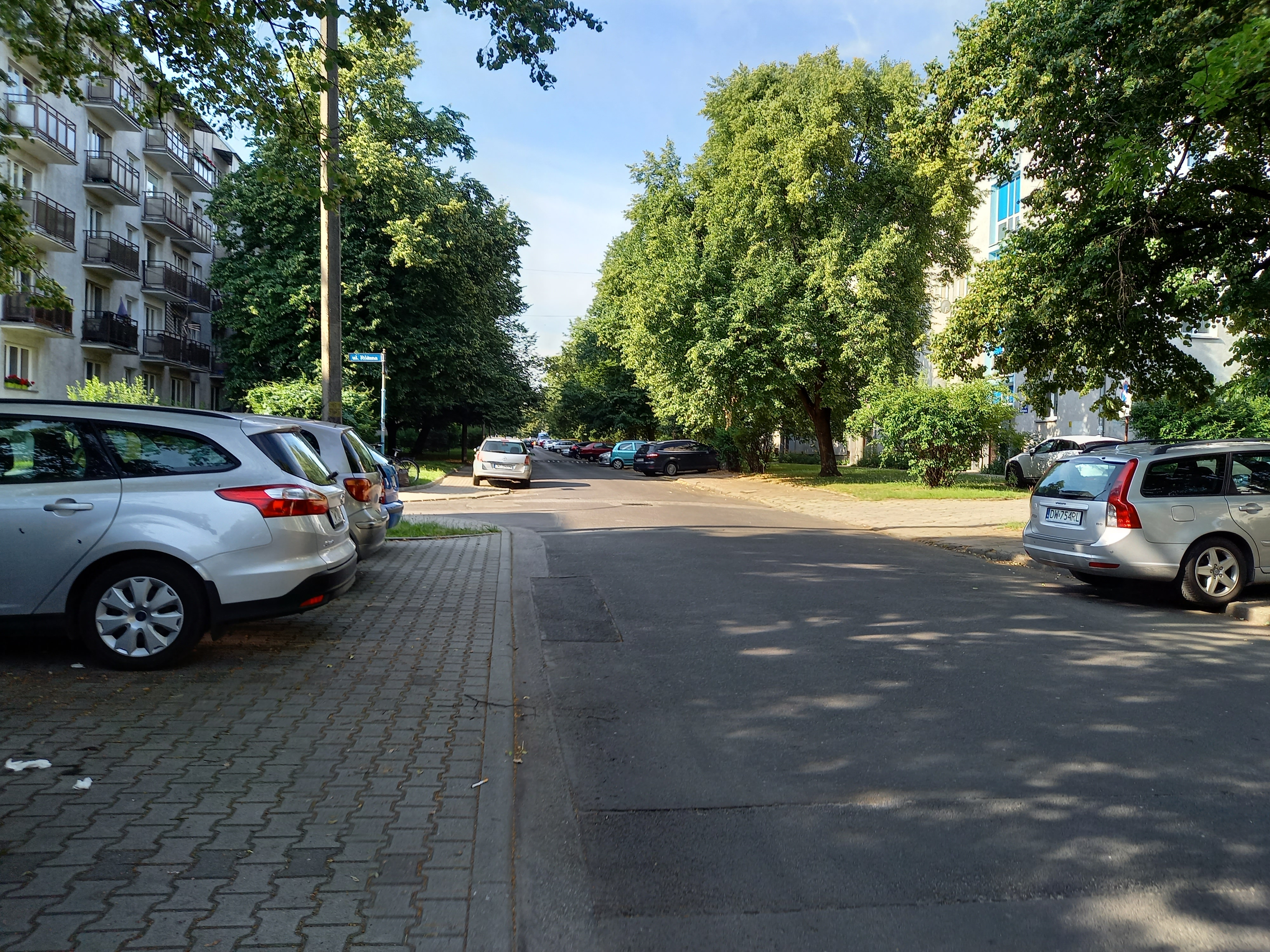
Ul. Bzowa, skrzyżowanie z ul. Różaną

Dane Głównego Urzędu Statystycznego z bazy TERYT, spis ulic (ULIC):
- województwo: DOLNOŚLĄSKIE (02)
- powiat: Wrocław (0264)
- gmina/dzielnica/delegatura: Wrocław (0264011) gmina miejska; Wrocław-Fabryczna (0264029) delegatura
- Miejscowość podstawowa: Wrocław (0986283) miasto; Wrocław-Fabryczna (0986290) delegatura
- kategoria/rodzaj: ulica
- Nazwa ulicy: ul. Różana (19000)[139].